# Innnes
Innnes é uma localidade na Islândia, com uma população de cerca de 65 habitantes em 2018.